# Isoflavonoïde

3-phenylchromen-4-one.

Structure du 3-phenylchromane (isoflavane) trouvé dans les isoflavanes.

Les isoflavonoïdes sont une sous-classe de flavonoïdes, une classe des composés phénoliques, dont beaucoup sont actifs au plan biologique. Les isoflavonoïdes et leurs dérivés sont parfois qualifiés sous le termes de phytoœstrogènes, puisque beaucoup de ces composés ont des effets biologiques via les récepteurs des œstrogènes.
D'un point de vue médical, les isoflavonoïdes et les composés affiliés ont été utilisés comme Complément alimentaire mais la communauté médicale et scientifique est généralement sceptique quant-à leurs bienfaits. Récemment, certains isoflavonoïdes naturels ont été identifiés comme toxines, incluant le biliatrésone qui peut provoquer l'atrésie biliaire quand des enfants sont exposés au produit végétal.
Le groupe des isoflavonoïdes est étendu et inclut des sous-groupes apparentés, tels que les:
- isoflavones
- isoflavanones
- isoflavanes
- ptérocarpanes[2]
- roténoïdes

Les isoflavonoïdes sont dérivés du chemin métabolique de la biosynthèse des flavonoïdes via la liquiritigénine ou la naringénine.

## Chimie
Tandis que les flavonoïdes (au sens strict) ont uns structure basée sur le 2-phenylchromen-4-one, les isoflavonoïdes ont une structure basée sur le 3-phenylchromen-4-one sans substitution en position 2 par un groupe hydroxyle (cas des isoflavones) ou une structure basée sur le 3-phenylchromane (cas des isoflavones, tels que l'equol).